# Rooster Blues (пісня)
«Rooster Blues» — пісня американського блюзового музиканта Лайтніна Сліма, випущена синглом у листопаді 1959 року на лейблі Excello.

## Оригінальна версія
Записана у 1959 року на студії J. D. Miller Studio в Краулі (Луїзіана). Автор пісні — Джеррі Вест. У 1959 році сингл «Rooster Blues» посів 23-є місце в чарті R&B Singles журналу «Billboard». Пісня увійшла до дебютного однойменного альбому Сліма (1960).
У 1971 році Слім перезаписав пісню для альбому High and Low Down (1971).

## Інші Версії
Пісню перезаписали багато виконавців, зокрема Пепс Перссон, Вайлд Чайлд Батлер, Сліпі ЛаБіф, Джим Дікінсон, Джефф Голаб.